# 小石原川ダム
小石原川ダム（こいしわらがわダム）は、福岡県朝倉市、一級河川・筑後川水系小石原川（こいしわらがわ）に建設された多目的ダムである。2009年10月に当時の前原誠司国交大臣が、ダム本体未着手のダムの一つとして、事業を進めない（凍結）とする方針を示したが、2012年12月に事業を継続することとなった。2021年3月28日に工事が完了し、2021年10月に本格運用が開始された。

## 概要
独立行政法人水資源機構が建設・管理しているダムで、洪水調節、流水の正常な機能の維持（異常渇水時の緊急水の補給を含む）、新規利水を目的としている。ロックフィルダムであり、その高さ139メートルは九州一である。
総事業費は1960億円である。

## 経緯
ダムの経緯は次の通りである。
- 1980年10月 - 予備調査に着手。
- 1992年9月 - 実施計画調査開始。
- 1995年1月 - 現地調査開始。
- 2004年3月 - 環境影響評価手続の終了。
- 2006年3月 - 事業実施計画の認可。
- 2010年9月 - 国交大臣からダム事業検証の指示。
- 2012年12月 - 国交省がダム建設事業の継続を決定。
- 2016年4月 - ダム本体工事着手。
- 2018年5月 - 定礎式。
- 2019年9月 - ダム堤体の盛り立て完了。
- 2021年3月 - ダム建設事業完了。
- 2021年8月 - 試験湛水完了。
- 2021年10月 - 本格運用開始。